# Palazzo Manzi
 (septembre 2019).
Pour les articles homonymes, voir Manzi.
Le Palazzo Manzi est un édifice monumental situé à Naples, au 76 Via Foria. 
Il a été construit en 1840 sur un projet de Francesco De Cesare, auteur de la reconstruction de l'église San Carlo all'Arena.

## Description
Le palais a une décoration simple et grandiose caractérisée par la symétrie de la façade; le haut de la façade est orné d'une petite loggia, tandis que le corps central est légèrement avancé. Une particularité intéressante du bâtiment est une répartition rationnelle des intérieurs. 
Le bâtiment est bien préservé. 